# Perioada Târzie a Egiptului
După scurta dominație asiriană au domnit din orașul Sais faraonii autohtoni ai Dinastiei a 26-a, cunoscută și ca Perioada Saită. Apoi urmează ocupația persană (525 î.Hr.), iar în 332 î.Hr. Egiptul este ocupat de macedoneni, care în 305 î.Hr. instaurează Dinastia Ptolemeilor. Cleopatra VII (ultimul faraon) se sinucide după înfrângerea trupelor sale de către romani, la Actium în 31 î.Hr. Anul următor Egiptul devine parte a Imperiului Roman.

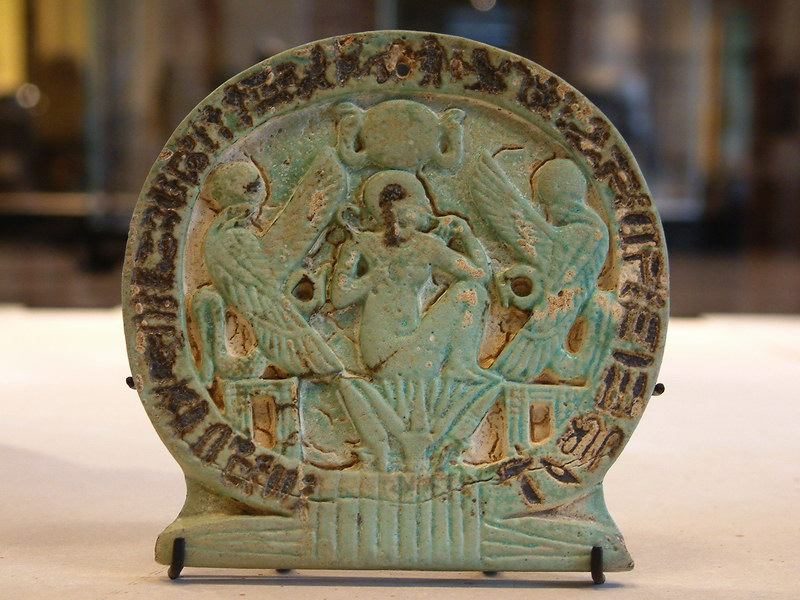
Psammetichus

Întrebarea despre cum s-a stins civilizația Egiptului Antic este una pe cât de comună pe atât de greu de răspuns, ținând cont că este departe de a fi un consens în ceea ce însemnă sfârșitul Egiptului ca civilizație antică. Astfel dacă considerăm sfărșitul ca fiind odată cu al ultimului conducător egiptean autohton atunci răspunsul ar fi 432 î.Hr. (Nectanebo II); absorbția Egiptului în Imperiul Roman în 30 î.Hr. poate fi considerată un alt răspuns, la fel ca și ultima folosire a scrisului hieroglific (400 d.Hr.) sau închiderea ultimului templu în secolul al VI-lea - aceste din urmă fiind probabil răspunsul cel mai apropiat de adevăr, baza civilizației (religia, cultura) supraviețuind celorlalte lovituri.
Deși reflectă o civilizație de mult moartă, imaginea Egiptului Antic a supraviețuit prin Biblie, lucrările călătorilor antici și medievali, pentru a fi revitalizată în anii ce au urmat invaziei Egiptului de către Napoleon Bonaparte în 1798 și descifrarea hieroglifelor în deceniul trei al secolului XIX.